# Pavel Jiskra
Pavel Jiskra (* 29. června 1960, Gottwaldov) je bývalý český hokejový útočník.

## Hokejová kariéra
V československé lize hrál za TJ Gottwaldov a Duklu Trenčín. Odehrál 8 ligových sezón, nastoupil ve 222 ligových utkáních, dal 46 gólů a měl 45 asistencí. V nižších soutěžích hrál i za TJ DS Olomouc a TJ Zbrojovka Vsetín. Reprezentoval Československo na Mistrovství světa juniorů v ledním hokeji 1980, kde tým skončil na 4. místě.

## Klubové statistiky
| Sezona    | Klub                | Soutěž  | Základní část | Základní část | Základní část | Základní část | Základní část | Play off | Play off | Play off | Play off | Play off |
| Sezona    | Klub                | Soutěž  | Z             | G             | A             | B             | TM            | Z        | G        | A        | B        | TM       |
| --------- | ------------------- | ------- | ------------- | ------------- | ------------- | ------------- | ------------- | -------- | -------- | -------- | -------- | -------- |
| 1976/1977 | TJ Gottwaldov       | 1. liga | 14            | 1             | 2             | 3             | -             |          |          |          |          |          |
| 1977/1978 | TJ Gottwaldov       | 2. liga | -             | -             | -             | -             | -             |          |          |          |          |          |
| 1978/1979 | TJ Gottwaldov       | 1. liga | 38            | 3             | 3             | 6             | -             |          |          |          |          |          |
| 1979/1980 | TJ Gottwaldov       | 2. liga | -             | 8             | -             | -             | -             |          |          |          |          |          |
| 1981/1982 | Dukla Trenčín       | 1. liga | 6             | 0             | 0             | 0             | 0             |          |          |          |          |          |
| 1982/1983 | Dukla Trenčín „B“   | 2. liga | -             | -             | -             | -             | -             |          |          |          |          |          |
| 1983/1984 | TJ Gottwaldov       | 1. liga | 38            | 5             | 11            | 16            | 4             |          |          |          |          |          |
| 1984/1985 | TJ Gottwaldov       | 1. liga | 29            | 6             | 6             | 12            | 4             |          |          |          |          |          |
| 1985/1986 | TJ Gottwaldov       | 1. liga | 31            | 7             | 10            | 17            | -             | 5        | 3        | 1        | 4        | -        |
| 1986/1987 | TJ Gottwaldov       | 1. liga | 31            | 14            | 8             | 22            | 26            | 5        | 1        | 3        | 4        | -        |
| 1987/1988 | TJ Gottwaldov       | 1. liga | 35            | 10            | 5             | 15            | 12            |          |          |          |          |          |
| 1988/1989 | TJ DS Olomouc       | 2. liga | 38            | 22            | 12            | 34            | -             |          |          |          |          |          |
| 1989/1990 | TJ DS Olomouc       | 2. liga | -             | 17            | -             | -             | -             |          |          |          |          |          |
| 1990/1991 | TJ Zbrojovka Vsetín | 3. liga | -             | -             | -             | -             | -             |          |          |          |          |          |
| 1991/1992 | TJ Zbrojovka Vsetín | 2. liga | -             | -             | -             | -             | -             |          |          |          |          |          |